# Leidtoon

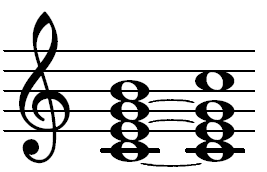
De leidtoon B naar de tonica C in akkoord

Een leidtoon is in de muziek een toon die spanning opwekt, namelijk de verwachting te worden gevolgd door (opgelost in) een toon die een kleine secunde hoger of lager ligt in een akkoord binnen een (lokale) toonsoort. Zo is de toon die een halve toonafstand onder de tonica ligt en als het ware naar de tonica leidt, een leidtoon.
Er wordt onderscheid gemaakt tussen onderleidtonen die stijgend oplossen en bovenleidtonen die dalend oplossen.

## Voorbeeld

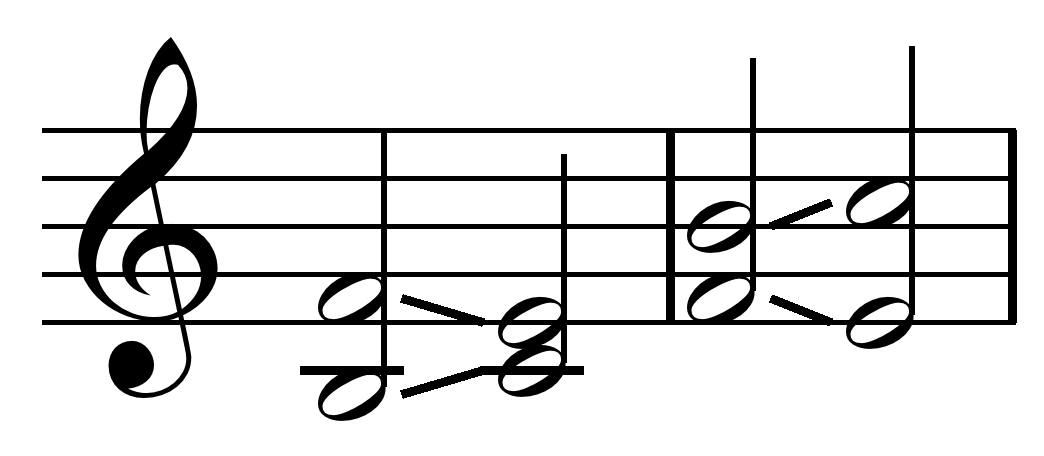
Nog een voorbeeld:
De leidtonen B en F willen beiden oplossen naar C en E

Indien men in de toonaard C majeur de drieklank C-E-G (de tonicadrieklank) beschouwt, zijn er in principe zes leidtonen mogelijk:
- B als onderleidtoon naar C (dit is de meest voorkomende tonicaleidtoon)
- Des als bovenleidtoon naar C
- Dis als onderleidtoon naar E
- F als bovenleidtoon naar E
- Fis als onderleidtoon naar G
- As als bovenleidtoon naar G

## Tonica en leidtoon
In engere zin wordt in een toonsoort gesproken van de leidtoon als de zevende toon van de majeurtoonladder, die wil oplossen naar de grondtoon (tonica). De tonica fungeert als een rustpunt. Een melodie lijkt pas afgesloten als deze geëindigd is in de tonica (of een tonica-akkoord). Dit effect kan worden versterkt door de leidtoon en deze ligt altijd een halve toon lager dan het natuurlijke rustpunt. Deze toon geeft een zekere “spanning” weer die vraagt om een “oplossing”. De opeenvolging van spanning en oplossing in een muziekstuk, waardoor het rustpunt wordt aangeduid, noemt men een cadens.

### Leidtoon in majeur
In majeur functioneert de zevende trap van de toonladder als leidtoon (bijvoorbeeld de si in de toonladder van do groot). In harmonie komt dit meestal voor in het dominant-akkoord (bijvoorbeeld sol groot in de toonladder van do groot). Dit komt doordat de derde trap van dit akkoord (in dit geval si) dienstdoet als leidtoon in deze toonaard.

### Leidtoon in mineur
In de natuurlijke mineurladder spreekt men niet van een leidtoon naar de tonica, de zevende toontrap ligt immers een grote secunde (of hele toon) onder de tonica. Men spreekt hier van een ondertonica. Omdat deze ondertonica niet dezelfde stuwing naar de tonica geeft als de leidtoon, is men een nieuwe variant van de mineurtoonladder gaan gebruiken: de harmonische mineurtoonladder. Deze is gelijk aan de natuurlijke mineurtoonladder, maar met een verhoogde zevende trap. Omdat deze zevende trap maar een kleine secunde of halve toon onder de tonica ligt, spreekt men hier wel van een leidtoon. Zo zal in de toonladder van la klein de sol (de zevende trap of ondertonica) verhoogd worden naar een sol# om als leidtoon te dienen.